# Esperanto (planetka)
(1421) Esperanto je planetka nacházející se v hlavním pásu asteroidů. Objevil ji finský astronom a fyzik Yrjö Väisälä 18. března 1936 a pojmenoval ji po mezinárodním plánovém jazyce Esperanto. Kolem Slunce oběhne jednou za 5,43 let.